# Frederik Rantzau (1729-1806)
 Der er flere personer med dette navn, se Frederik Rantzau.
Frederik (Friedrich) rigsgreve Rantzau (født 6. september 1729 på Schloss Ahrensburg, død 16. januar 1806) var en holstensk godsejer og dansk officer, bror til Dethlef Carl Rantzau og far til Hans Henrik August Rantzau, August Wilhelm Frantz Rantzau, Friedrich Carl Christian Rantzau og Conrad Rantzau.
Han var søn af rigsgreve Ditlev Rantzau og Frederikke Amalie Rantzau, blev kaptajn i Dronningens Livregiment, kammerherre 1768, oberst, 1773 Hvid Ridder og gehejmeråd. I 1762 arvede han Schloss Breitenburg.
23. december 1761 ægtede han i Hamborg Fridericha Lovisa Amoena grevinde Castell-Remlingen (26. juli 1732 - 21. august 1802), datter af Karl Friedrich Gottlieb Graf zu Castell-Remlingen (1679-1743) og Friederike Eleonore Gräfin zu Castell-Rüdenhausen (1701-1760).